# منطقة ناوفو التاريخية
منطقة Nauvoo التاريخية هي منطقة تاريخية وطنية تحتوي على مدينة Nauvoo، إلينوي. تتشابه المنطقة التاريخية تقريبًا مع مدينة Nauvoo حيث دمجت في عام 1840، ولكنها تضم أيضًا مقبرة Pioneer Saints Cemetery ( )، أقدم مقبرة للمورمون في المنطقة، والتي هي خارج حدود المدينة.
تشمل الهياكل المساهمة ما يلي:
- بريغهام يونغ منزل
- قاعة الحفلات الموسيقية (لم تعد موجودة)
- هيبر سي كيمبل منزل
- جونثان براوننك منازل وورش عمل
- جوزيف سمث العزبة
- منزل جوزيف سميث
- الصالة الثقافية (محفل ماسوني)
- منزل ناوفو
- معبد ناوفو إلينوي
- متجر الطوب الأحمر
- ال السبعينات قاعة
- الأوقات والمواسم بناية
- ويلفورد وودروف منزل
- بيت ييرسلي

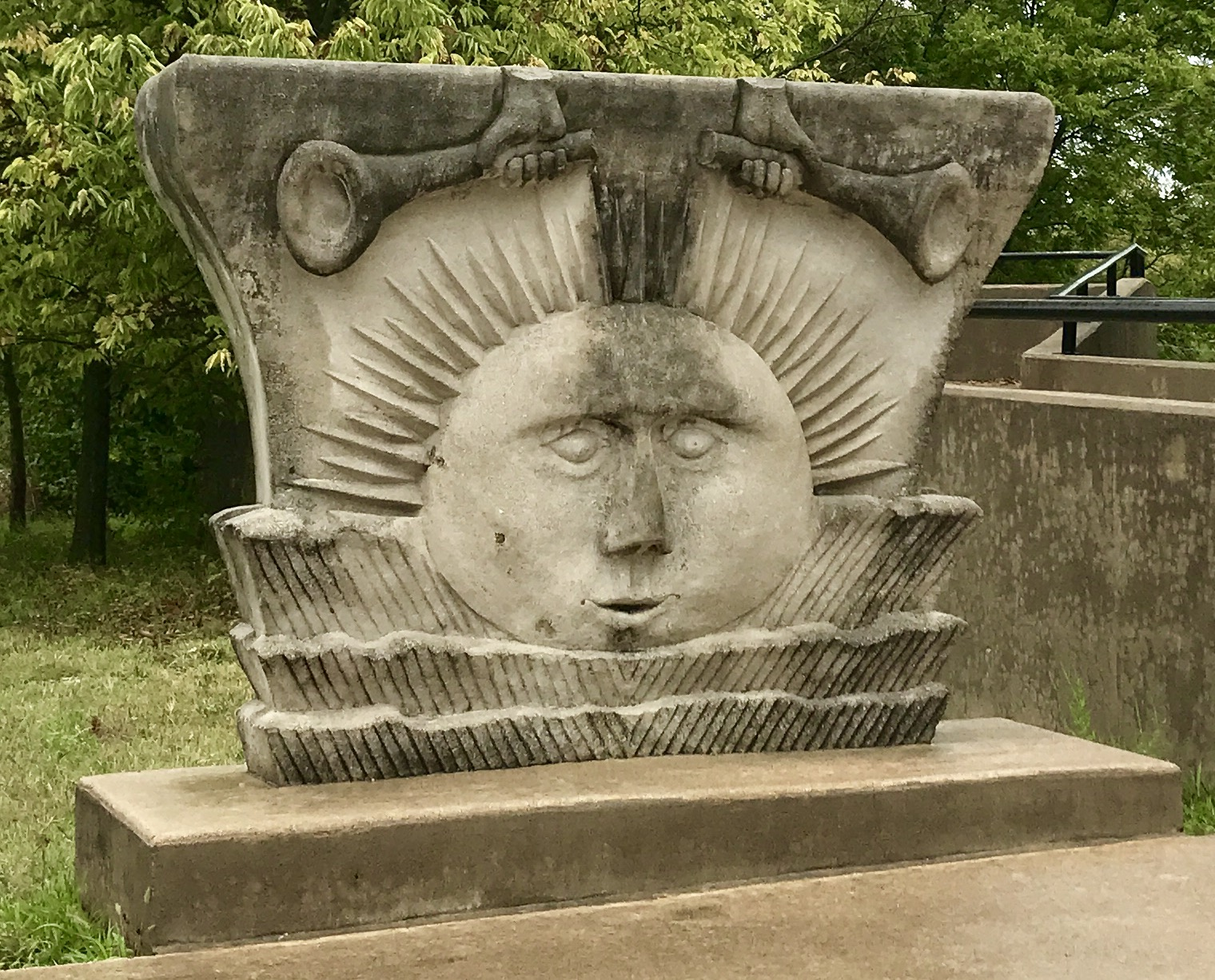
نحت في محجر معبد LDS

هناك العديد من الهياكل الحديثة غير المساهمة في المنطقة.
أعلنت المنطقة معلمًا تاريخيًا وطنيًا في عام 1961. إنه مهم كمقر لكنيسة يسوع المسيح لقديسي الأيام الأخيرة (كنيسة LDS) من 1839 و 1846، وكمثال مبكر مهم للتخطيط المجتمعي من قبل كنيسة LDS. لا يزال المخطط الأساسي للمدينة واضحًا على الرغم من العديد من التجاوزات الحديثة، وهناك ثروة من المواقع الأثرية التاريخية المتعلقة بفترة الاستيطان المبكرة للمدينة، بما في ذلك موقع المعبد الرئيسي الذي احتل موقعًا بارزًا في المدينة؛ حُرِقَ في عام 1848 وسوى الإعصار بقاياه في عام 1865. بسبب التدفق الكبير لطائفة المورمون، أصبحت Nauvoo أكبر مدينة في إلينوي لفترة وجيزة في أربعينيات القرن التاسع عشر. على الرغم من ذلك، فقد افتقرت إلى مركز تجاري متميز، يتكون أساسًا من مساكن مقامة على شوارع عريضة على شبكة مستطيلة.
أُجبر المورمون على الخروج من نوفو في عام 1848، واستولى الإيكاريون على المجتمع، وهي حركة دينية طوباوية. في الستينيات، بدأ دعاة الحفاظ على المورمون بترميمها وتطويرها كموقع سياحي مرتبط بتاريخ المورمونية.

## روابط خارجية
- التاريخية Nauvoo - معلومات عن المواقع التاريخية في Nauvoo، من إلينوي Nauvoo Mission لكنيسة يسوع المسيح لقديسي الأيام الأخيرة.